# Анненков, Иван Васильевич
Иван Васильевич Анненков (1814—1887) — российский военачальник, генерал-адъютант, генерал от кавалерии Русской императорской армии; член Александровского комитета о раненых.

## Биография
Иван Анненков родился в 1814 году в дворянской семье; младший брат литературоведа Павла Анненкова. Окончив курс в школе гвардейских подпрапорщиков и кавалерийских юнкеров (позднее Николаевское кавалерийское училище) в 1833 г., вышел прапорщиком в Конный лейб-гвардии полк, где оставался до 1852 года, получив за это время: в 1846 году — звание флигель-адъютанта, а в 1848 году — чин полковника.
Состоя в 1852 году при особе Государя, Анненков выполнил ряд высочайших поручений, после чего, в апреле 1853 года, он был назначен исправляющим должность вице-директора инспекторского департамента военного министерства; два года спустя произведен, с зачислением в Свиту Его Императорского Величества, в генерал-майоры и в августе 1855 года отчислен от должности вице-директора. В течение последующих лет Анненков неоднократно исполнял особые поручения: был командирован для наблюдения за формированием, обучением, снаряжением и отправкой по назначению дружин государственного ополчения, за отправлением маршевых батальонов и за переформированием резервных и запасных бригад 4-х пехотных дивизий. В 1872 году вместе с графом В. Соллогубом, проф. Фойницким и проф. Владимировым был делегатом от Российской Империи на Международном пенитенциарном конгрессе в Лондоне.
В январе 1860 года И. В. Анненков принял командование над 1-м округом корпуса жандармов; в 1861 году получил чин генерал-лейтенанта, в марте 1862 года вступил в должность Санкт-Петербургского полицеймейстера и пять лет спустя был назначен комендантом Санкт-Петербурга.
20 мая 1868 года Анненкову было присвоено звание генерал-адъютанта.
В 1878 году он был произведен в генералы от кавалерии и вслед за тем назначен членом Александровского комитета о раненых.
За время пребывания в Конном полку, в 1849 году, Анненковым составлена обширная «История лейб-гвардии Конного полка, от 1731 до 1848 года», в четырёх частях, с атласом на 25 листах. В военной энциклопедии Сытина этому труду была дана следующая оценка: «„История“ эта замечательна, как один из первых трудов подобного рода и как образец вдумчиво и обстоятельно разработанного плана сложной полковой истории, на страницы которой беспристрастно занесены изученные, по архивным полковым материалам, факты. Единственным недостатком этого труда является отсутствие в нём ссылок на источники; впрочем, это нисколько не умаляет документального значения истории, так как главным фундаментом для неё был богатый полковой архив, в котором исследователи и найдут нужные документы.»
Иван Васильевич Анненков умер 4 июня 1887 года от катара мочевого пузыря, похоронен на кладбище Троице-Сергиевой пу́стыни.